# NK Žepče Limorad
NK Žepče Limorad is een Bosnische voetbalclub uit Žepče.
Tot 2003 stond de club bekend als NK Zovko Žepče, daarna werd Limorad de hoofdsponsor van de club. Een jaar eerder promoveerde de club naar de Bosnische hoogste klasse en werd daar 10e op 20 clubs. De volgende 2 seizoenen eindigde de club vanachter en in 2006 werd Limorad 8ste op 16 clubs. In 2008 degradeerde de club. Twee jaar later degradeerde de club verder naar de derde klasse. 

## Limorad in Europa
Uitslagen vanuit gezichtspunt NK Žepče Limorad
| Seizoen | Competitie | Ronde | Land                     | Club                | Totaalscore | 1e W    | 2e W    | PUC |
| ------- | ---------- | ----- | ------------------------ | ------------------- | ----------- | ------- | ------- | --- |
| 2005/06 | UEFA Cup   | 1Q    | Vlag van Noord-Macedonië | FK Baškimi Kumanovo | 1-4         | 0-3 (U) | 1-1 (T) | 0.5 |

Totaal aantal punten voor UEFA coëfficiënten: 0.5